# دیمیتری ون دی ویل
دیمیتری ون دی ویل (انگلیسی: Dimitri Van De Ville; ۱۹۷۵ (۴۹–۵۰ سال) – ) پژوهشگر، و دانشمند رایانه بود.